# تتياشت (تتياشت)
تتياشت هو دُوَّار يقع بجماعة بني بشير، إقليم الحسيمة، جهة طنجة تطوان الحسيمة في المملكة المغربية. ينتمي الدوّار لمشيخة تتياشت التي تضم 8 دواوير. يقدر عدد سكانه بـ 221 نسمة حسب الإحصاء الرسمي للسكان والسكنى لسنة 2004.

## روابط خارجية
- البوابة الوطنية للجماعات الترابية نسخة محفوظة 12 مارس 2018 على موقع واي باك مشين.
- المندوبية السامية للتخطيط